# ويليام ب رو
ويليام ب رو (بالإنجليزية: William B. Rowe)‏ (و. 1910 – 1955 م) هو رسام، وفنان من الولايات المتحدة الأمريكية . ولد في شيكاغو .

## التعليم
تعلم في جامعة كورنيل.